# Clásica de San Sebastián 2023
42. ročník jednodenního cyklistického závodu Clásica de San Sebastián se konal 29. července 2023 v baskickém městě San Sebastián a okolí. Vítězem se stal potřetí v kariéře Belgičan Remco Evenepoel z týmu Soudal–Quick-Step. Na druhém a třetím místě se umístili Španěl Pello Bilbao (Team Bahrain Victorious) a Rus Alexandr Vlasov (Bora–Hansgrohe). Závod byl součástí UCI World Tour 2023 na úrovni 1.UWT a byl dvacátým šestým závodem tohoto seriálu.

## Týmy
Závodu se zúčastnilo všech 18 UCI WorldTeamů a 7 UCI ProTeamů. Týmy Israel–Premier Tech, Lotto–Dstny a Team TotalEnergies dostaly automatické pozvánky jako 3 nejlepší UCI ProTeamy sezóny 2022, další 4 UCI ProTeamy (Burgos BH, Caja Rural–Seguros RGA, Equipo Kern Pharma a Euskaltel–Euskadi) pak byly vybrány organizátory závodu, Organizaciones Ciclistas Euskadi. Všechny týmy přijely na start se sedmi jezdci, ale 2 závodníci neodstartovali, celkem se tak na start postavilo 173 závodníků. Do cíle v San Sebastiánu dojelo 94 z nich, další 4 závodníci dojeli mimo časový limit.
UCI WorldTeamy
- AG2R Citroën Team
- Alpecin–Deceuninck
- Arkéa–Samsic
- Astana Qazaqstan Team
- Bora–Hansgrohe
- Cofidis
- EF Education–EasyPost
- Groupama–FDJ
- Ineos Grenadiers
- Intermarché–Circus–Wanty
- Lidl–Trek
- Movistar Team
- Soudal–Quick-Step
- Team Bahrain Victorious
- Team dsm–firmenich
- Team Jayco–AlUla
- Team Jumbo–Visma
- UAE Team Emirates

UCI ProTeamy
- Burgos BH
- Caja Rural–Seguros RGA
- Equipo Kern Pharma
- Euskaltel–Euskadi
- Israel–Premier Tech
- Lotto–Dstny
- Team TotalEnergies

## Výsledky
| Pořadí | Jezdec                | Tým                      | Čas        |
| ------ | --------------------- | ------------------------ | ---------- |
| 1      | Remco Evenepoel (BEL) | Soudal–Quick-Step        | 5h 30' 59" |
| 2      | Pello Bilbao (ESP)    | Team Bahrain Victorious  | + 0"       |
| 3      | Alexandr Vlasov       | Bora–Hansgrohe           | + 28"      |
| 4      | Neilson Powless (USA) | EF Education–EasyPost    | + 2' 50"   |
| 5      | Jon Izagirre (ESP)    | Cofidis                  | + 2' 57"   |
| 6      | Toms Skujiņš (LAT)    | Lidl–Trek                | + 3' 02"   |
| 7      | Alex Aranburu (ESP)   | Movistar Team            | + 3' 02"   |
| 8      | Rui Costa (POR)       | Intermarché–Circus–Wanty | + 3' 02"   |
| 9      | Andrea Bagioli (ITA)  | Soudal–Quick-Step        | + 3' 02"   |
| 10     | Tiesj Benoot (BEL)    | Team Jumbo–Visma         | + 3' 02"   |